# Parkia sherfeseei
Parkia sherfeseei är en ärtväxtart som beskrevs av Elmer Drew Merrill. Parkia sherfeseei ingår i släktet Parkia och familjen ärtväxter. Inga underarter finns listade i Catalogue of Life.